# Mammutsteppe

Globale Verteilung der Vegetationszonen während des Kältemaximums der letzten Kaltzeit, im Zeitraum 24.500 bis 18.000 v. Chr.
senkrechte Schraffur auf grünem Hintergrund: Mammutsteppe im nördlichen Eurasien

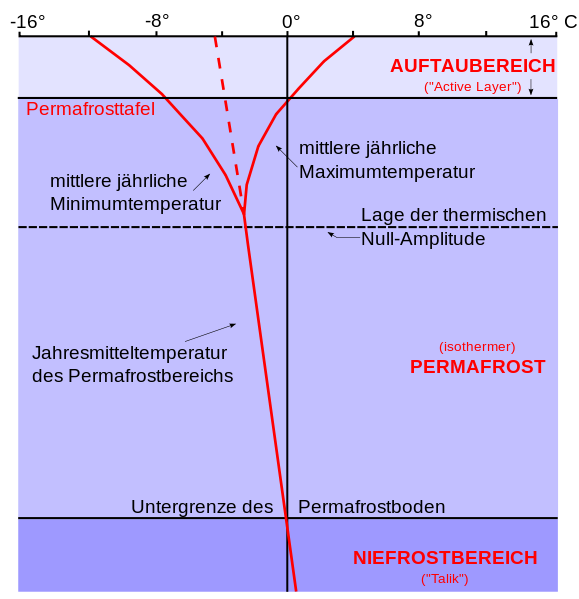
Temperaturprofil des Permafrostbodens

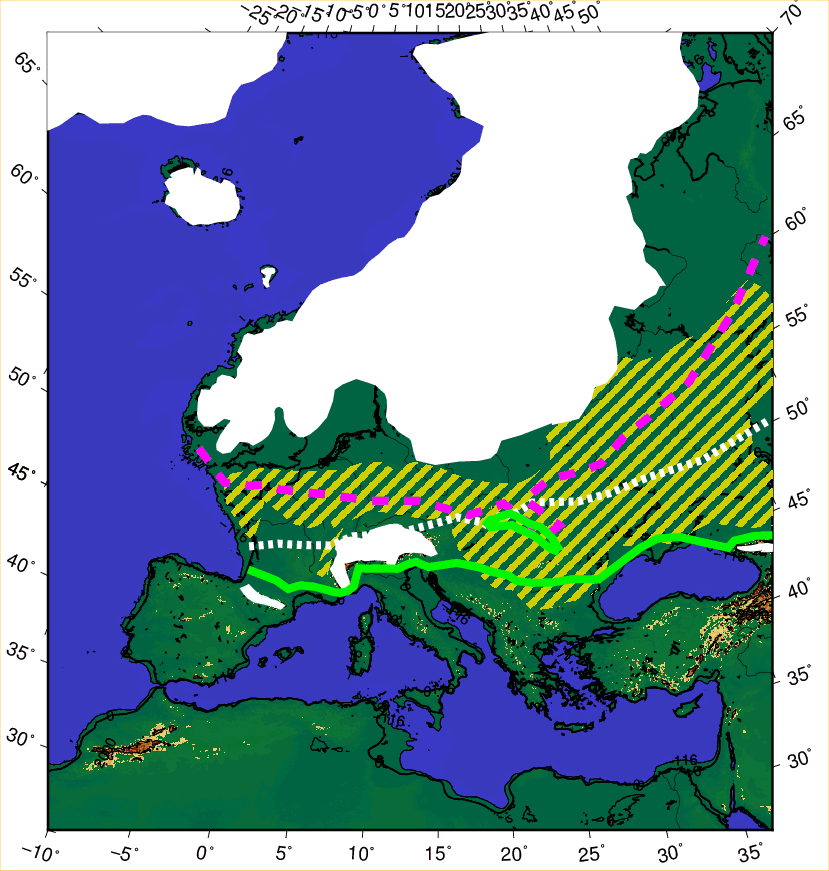
Vegetationskarte Europas während des Kältemaximums der letzten Kaltzeit (24.500 bis 18.000 v. Chr.).
weiß: Vergletscherung; rosa Strichellinie: Südgrenze der Tundra; weiße Punktlinie: Südgrenze des Permafrostbodens; grüne Linie: Steppe- / Baumgrenze; gelbe Schraffur: Lösswüste.
Mammutsteppe im Permafrost: zwischen rosa Strichellinie im Norden und weißer Punktlinie im Süden.

Die Mammutsteppe oder Steppentundra ist eine besondere Form der Steppe, die sich während der Kaltzeiten des Pleistozäns – vor allem Saale-Kaltzeit und Weichsel-Kaltzeit – über weite Teile des unvergletscherten nördlichen Eurasiens von Mitteleuropa bis Ostasien sowie zeitweise in Nordamerika ausgebreitet hatte. Dieser Vegetationstyp existiert heute nicht mehr.

## Ursachen
Der Aufbau mächtiger Eisschilde des Inlandeises und der dadurch bedingte Rückzug der Meere hatten ein trockenes Kontinentalklima zur Folge. Durch die Schleiftätigkeit der Gletscher und anschließende Deflation entstand außerdem ein feiner Löss- und Sandstaub, der sich in ausgedehnten Arealen besonders entlang der saisonal trockenen Flussläufe als nährstoffreiche Lehmschicht ablagerte.
Da die Jahresdurchschnittstemperatur −1 °C und der Jahresniederschlag 1000 Millimeter nicht überstiegen, bildete sich unter der Mammutsteppe ein Permafrostboden. Diese klimatischen Bedingungen verhinderten einen Bewuchs durch Bäume (bis auf wenige begünstigte Standorte).
Häufig wird die Mammutsteppe aufgrund dieser Bedingungen mit den heutigen Wiesentundren der subpolaren Regionen verglichen, das ist aber nur bedingt gerechtfertigt. Trennende Merkmale sind vor allem die unterschiedlichen Sonnenstände aufgrund der südlicheren Breitengrade und die damit verbundenen Jahreszeitzyklen, die die Mammutsteppe mit ihren in weiten Teilen vorherrschenden Lichtverhältnissen der mittleren Breiten von der nördlichen Tundra mit ausgeprägten Polarsommern und -wintern absetzt. Die somit stärkere Sonneneinstrahlung wurde zusätzlich begünstigt durch die aufgrund der nahen Gletscher auftretenden lang andauernden Hochdruckwetterlagen. Dies begünstigte die Entstehung einer größeren Artenvielfalt, führte jedoch in Verbindung mit den Flugstaubschichten vor allem zu einer nährstoffreicheren Vegetation.
Ein direkter Vergleich zum Biom der Mammutsteppe existiert in den heutigen Landschaftsräumen nicht mehr. Am nächsten kommen ihr noch die alpinen Matten in Gebirgslagen oberhalb der Baumgrenze oder die Hochlandsteppen zentralasiatischer Hochgebirgstäler. Sie sind allerdings deutlich kleinräumiger und humider als die Mammutsteppe.

## Probleme der Rekonstruktion
Die Ermittlung der vergangenen Pflanzengesellschaft ist problematisch, da die nur spärlich verholzten Pflanzen kaum fossil erhalten blieben. Proben für Analysen stammen überwiegend aus auch heute noch gefrorenem Permafrostboden der subpolaren Zone, in der bis in die Jetztzeit ein Tundrenklima herrscht. Damit werden aber gerade die spezifischen Unterschiede der Vegetation zwischen der Mammutsteppe und der heutigen Tundra verzerrt. Des Weiteren erstreckte sich die Mammutsteppe über einen sehr großen Bereich der Erdoberfläche, was eine einheitliche Darstellung nicht erwarten lässt. Dementsprechend werden Ergebnisse zur Vegetation der Mammutsteppe kontrovers diskutiert.

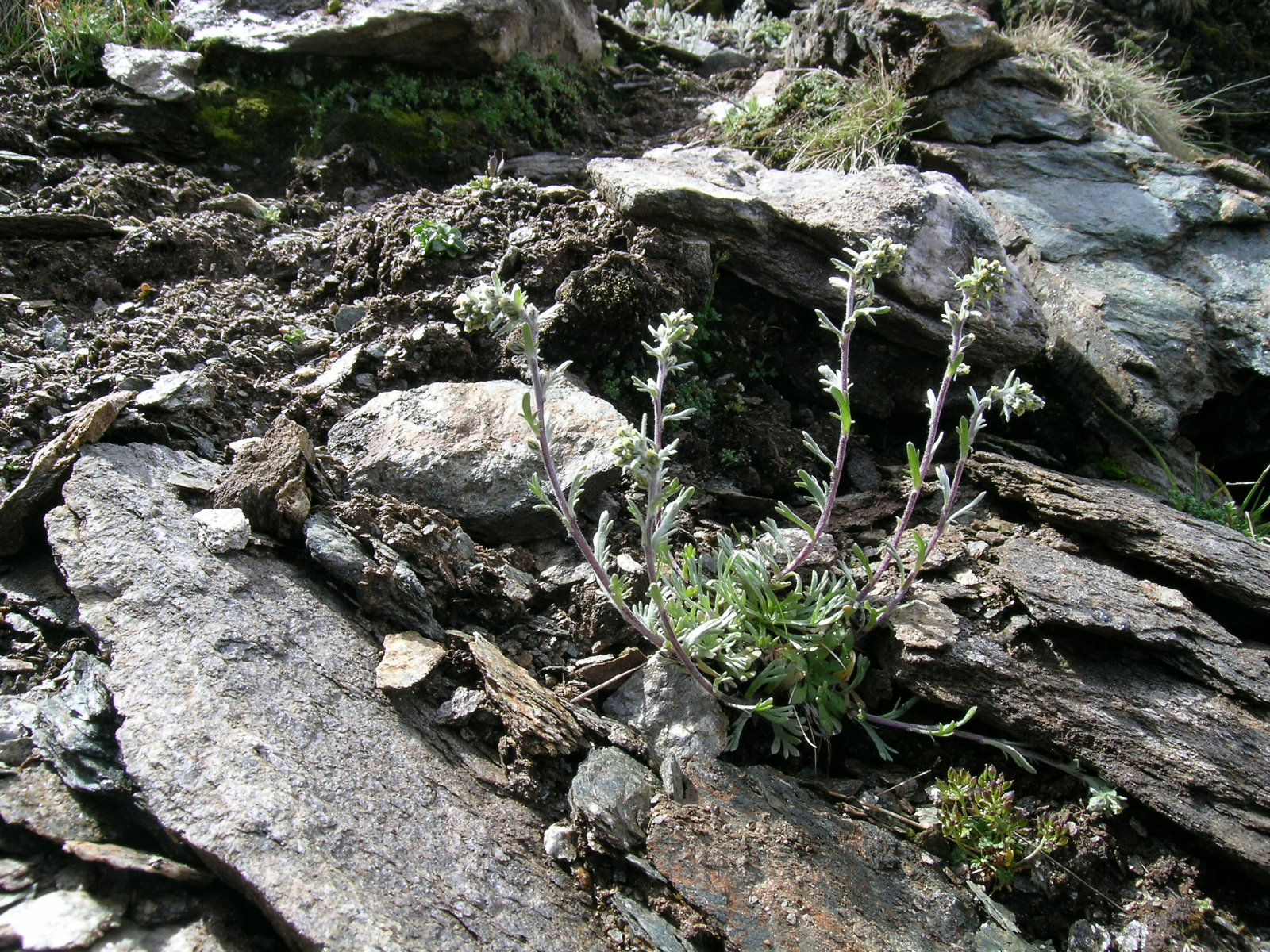
Ährige Edelraute (Artemisia genipi)

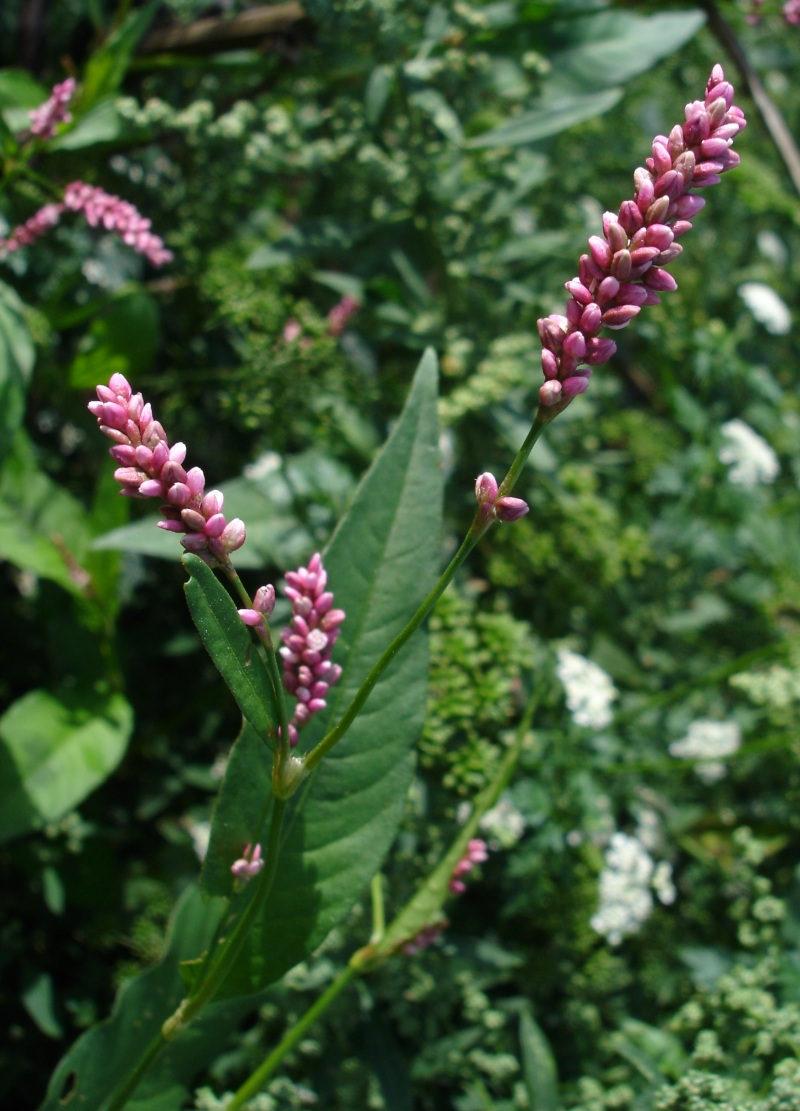
Floh-Knöterich (Persicaria maculosa)

## Flora
Die trocken-kalten Bedingungen boten den idealen Raum zur Entwicklung der Mammutsteppe, bei der sich Steppen- und Tundrapflanzen vermischen. Die Landschaft war nahezu baumfrei, zu den vorherrschenden Pflanzenarten zählten in erster Linie Kräuter, dann Gräser, Riedgräser sowie Zwerg-Birken und niedrige Weidengewächse. Das Bild der Mammutsteppe wurde überwiegend von einer Kräuter-Grassteppe geprägt.
Durch Pollenanalyse der Inhalte aus Verdauungstrakten des Wollhaarmammuts aus dem Permafrost verschiedener Fundstellen Nordsibiriens konnten einzelne Pflanzengruppen oder Arten bestimmt werden. Hauptsächlich fanden sich die Windbestäuber Süßgräser (Poaceae), Sauergrasgewächse (Cyperaceae) und Artemisia, auch Kraut-Weide (Salix herbacea); außerdem insektenbestäubte Kräuter wie Grasnelken (Armeria), Jakobsleiter (Polemonium), Floh-Knöterich (Persicaria maculosa), Nelkengewächse (Caryophyllaceae), Korbblütler (Asteraceae tubuliflorae und A. liguliflorae) und Stendelwurzen (Epipactis). Ähnliche Ergebnisse erbrachten die Magenreste gefrorener Kadaver des Wollnashorns.
Untersuchungen des Bodens durch DNA-Analysen offenbaren eine mehr krautreiche Vegetation. Laut DNA-Untersuchungen aus Bereichen, die bis heute dem Dauerfrost ausgesetzt waren, nahmen Kräuter während der letzten Vereisungsphase bis zu 63 % der Pflanzengemeinschaft ein. Typisch waren unter anderem Wegerich, Beifuß und Chrysanthemen. Süßgräser erreichten dagegen nur etwa 27 %.

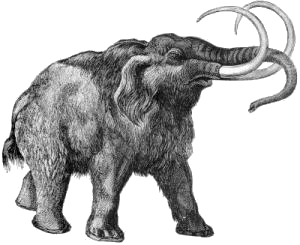
Mammut (Mammuthus)

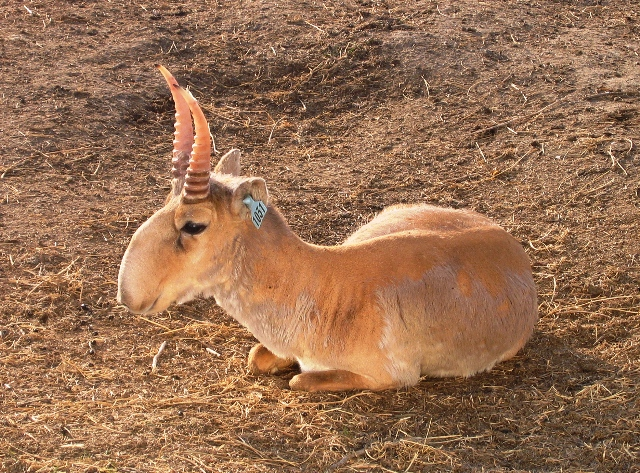
Saiga-Antilope (Saiga tatarica)

## Fauna
Zu den Bewohnern dieser Steppe zählten neben dem Charaktertier dieses Lebensraums, dem Wollhaarmammut (Mammuthus primigenius), auch andere Großsäuger wie das Wollnashorn (Coelodonta antiquitatis), der Moschusochse (Ovibos moschatus), das Ren (Rangifer tarandus), die Saiga-Antilope (Saiga tatarica), aber auch der ausgestorbene Steppenbison (Bison priscus) und die eiszeitliche Wildpferdeunterart Equus caballus lenensis. Die Großtiere ernährten sich dabei nicht nur, wie ursprünglich teilweise angenommen, ausschließlich von Gräsern, sondern ebenfalls von den krautigen Pflanzen, was anhand von Mageninhalten von Kadavern aus dem Permafrost bewiesen werden konnte, etwa an der 2007 nahe dem Fluss Kolyma in Sibirien entdeckten Eismumie eines Wollnashorns, der zu über 52 % Reste von Krautpflanzen enthielt. Nicht geklärt ist, ob durch die Weideaktivitäten dieser Megaherbivoren diese spezifische Landschaftsform entstand und sie verschwand, nachdem die Tiere ausstarben, oder ob das Verschwinden dieser Landschaftsform dazu führte, dass die typischen Großsäuger ausstarben.

## Historie der Begrifflichkeit
Ende des 19. Jahrhunderts hatten Alfred Nehring (1890) und Iwan Dementjewitsch Tscherski (1891) die Idee, dass ein Großteil Nordeuropas während der letzten Kaltzeit von großen Grasfressern bevölkert wurde und dort ein steppenähnliches Klima vorherrschte. R. Dale Guthrie schlug 1982 für diese Paläoregion den Begriff „mammoth steppe“ vor.

## Experimentelle Rekonstruktion
Ein Projekt, das helfen könnte, diese Frage zu klären, wird in Nordostsibirien in Form eines Pleistozän-Parks durchgeführt. Dort versucht man die Tundra durch Beweidung mit großen Pflanzenfressern in eine Mammutsteppe zurückzuverwandeln.